# Cânticos evangélicos
Os Cânticos, Cânticos Espirituais ou Cânticos Evangélicos são formulações populares da Música Cristã, seguindo o estilo americanizado de canção popular.
Pode-se entender os Cânticos Evangélicos como um desenvolvimento dos Corinhos, no sentido estrito de popularização da Música Cristã (na sua face de Música Sacra).

## Popularização da Música Cristã: transição dos Corinhos para os Cânticos Evangélicos
Os Corinhos são um efeito da Pós-Modernidade e do processo de popularização do elementos culturais. A Cultura Pop, a Música Popular e a Música Pop também tiveram influência sobre a Música Cristã (na sua face de Música Sacra). Em suma, dentro de uma sociedade inserida na Cultura de massa e num sistema de produção capitalista como a Indústria Cultural, bens simbólicos acabam se tornando populares. Os Corinhos representam a popularização do Sacro, dentro da Música Sacra ou *Música Erudita. Os Cânticos Evangélicos também estão inseridos nesse processo, mas já como estética popular que populariza o Sacro. E não mais, como faziam os Corinhos, sendo uma estética erudita alternativa que popularizava o Sacro.

## História
O caminho aberto pelas organizações paraeclesiásticas começou a ser trilhado também por um número cada vez maior de grupos musicais evangélicos na maioria interdenominacionais. Os grupos de base, que tinham certo status entre os jovens, geralmente patrocinados por instituições paraeclesiásticas ou até pertencentes a elas, incumbiram-se de levar até as igrejas o clima e o estilo das reuniões dos jovens. Estes grupos iam de igreja em igreja, tais quais os cantores solistas do movimento evangelístico dos EUA, e levavam o estilo de Cântico e Louvor às diversas denominações. Em geral, ofereciam-se oportunidades apenas em reuniões ou cultos de jovens, nos quais todas as partes eram realizadas pelos componentes dos grupos. Na década de 1970, o estilo foi fortemente incorporado à cultura dos jovens protestantes. O pesquisador, MENDONÇA, já mostrava a preocupação na época com a prática e a teologia desses movimentos jovens, que se inseriram em quase todas as denominações protestantes brasileiras, com maior ênfase nas presbiterianas, metodistas e batistas.
Segundo o autor (MENDONÇA, 1977, página 5): "refiro-me à proliferação de grupos de jovens que, com os mais variados nomes e siglas, formam-se no interior das igrejas a fim de, inicialmente ao menos, participarem de modo ativo nos serviços religiosos. Mas na medida em que se firmam e ganham certa experiência, expandem sua ação fora da própria igreja local, tornandose alguns deles disputados ao ponto de terem suas agendas ocupadas com meses de antecedência. A gênese histórica desses grupos reside em certa organização para-eclesiástica de origem estrangeira dedicada a acampamentos evangelísticos de jovens que, além dos acampamentos propriamente ditos, organiza equipes para atividades no interior das igrejas nativas, receptivas a novidades e liberais quanto ao ritual e à pregação. A característica dessas equipes é estarem preparadas para tomar conta de todo o culto: música, orações, prédica e testemunho. Tudo novidade para o tradicionalismo das igrejas: música jovem no ritmo, nos instrumentos e na letra (simples e geralmente apelativas no sentido evangelístico), na prédica sempre curta e de tom evangelístico-emocional e sem nenhum conteúdo Teológico elaborado e no Testemunho (novidade total nas igrejas tradicionais)".
O que acontecia é que as organizações paraeclesiásticas investiam fortemente na formação de grupos musicais com membros originários de várias denominações protestantes. Foi nesse contexto que surgiram grupos como Vencedores por Cristo e Jovens da Verdade, ambos fundados em 1968.

### Organizações Paraeclesiásticas

#### Vencedores por Cristo
O Vencedores por Cristo primeiro nasceu do trabalho missionário de Jaime Kemp, pastor filiado ao Serviço para Evangélização da América Latina - Sepal. O objetivo era o estabelecimento de uma Evangelização que se utilizaria da música como veículo principal. Assim, a Missão VPC criou um programa de discipulado, com jovens de várias denominações, realizado em um período de três meses. Os jovens recebiam treinamento bíblico e musical, participavam constantemente de grupos de oração e tinham de manter um ambiente de comunhão. Depois dessa parte teórica, separavam 20 dias para uma turnê, na qual se apresentavam em vários estados do país e, por fim, nas igrejas dos participantes. É claro que tais grupos, como bem salientou Mendonça, eram preparados para desenvolverem, sozinhos, todas as parte do culto. Recebiam treinamento para falar, dar testemunho pessoal, orar e cantar. O modelo, tipicamente evangelístico, instaurou-se no momento do culto. Aliás, cabe lembrar que o culto protestante histórico já tinha uma função evangelística de sorte que tal característica foi amplamente ressaltada nesse período, então sob um novo formato que contava com a participação dos jovens leigos.

#### Jovens da Verdade
No mesmo contexto evangelístico, surgiu o grupo Jovens da Verdade. O JV nasceu em março de 1968 no colégio JMC, em Jandira, estado de São Paulo. Os fundadores do grupo foram dois jovens da Primeira Igreja Batista, através de Jasiel Botelho e Josafá Vasconcelos, que, com outros estudantes do JMC, formaram o grupo musical. Uma das atividades do grupo consistia na visitação às igrejas, onde se apresentavam musicalmente, davam testemunhos individuais e faziam breves pregações. Além dessa atividade, o JV realizava cultos ao ar livre, semanalmente, no Largo da Misericórdia, em São Paulo. O mesmo modo de apresentação estava presente nesses encontros: música, pregação e testemunho eram os elementos-chaves destes cultos. Cabe notar que caravanas de jovens protestantes iam assistir às apresentações ao ar livre. Assim, não só o grupo visitava as igrejas locais, mas também os jovens de tais igrejas participavam dos cultos evangelísticos. A imitação de tal modelo tornou-se inevitável.

#### Organização Palavra da Vida
Outra instituição paraeclesiástica também foi responsável por um grande desenvolvimento musical dentre os jovens protestantes: a Organização Palavra da Vida. Assim como os outros modelos, a PV mantinha um ministério específico para cursos de música, o EMME. Eram cursos com duração semestral para jovens de várias denominações, arregimentados a partir de uma seleção prévia. Não se tratava de modelos de louvor congregacional, mas, sim, de apresentação de grupos vocais. Entretanto, a PV difundia também o estilo dos cânticos congregacionais nos acampamentos e reuniões de jovens que realizava.
O grupo EMME, ao final do treinamento, apresentava cantatas jovens em diversas igrejas de todo o país, utilizando recursos visuais e o Playback. Este foi um recurso técnico muito difundido nesse período para o acompanhamento de solistas ou grupos vocais. Os Playbacks simbolizavam a ruptura total com os tradicionais órgãos das igrejas. Eles gravados em Fita K7 que traziam toda a instrumentação orquestral, típica do estilo norte-americano hollywoodiano. Assim, além da difusão do estilo musical e da teologia, os Playback garantiam também a reprodução dos arranjos norte-americanos.

### A influência: nasciam os compositores brasileiros de Música Cristã
A proliferação de grupos foi intensa com as estratégias paraeclesiásticas. Grupos como Vencedores por Cristo, Grupo Elo, Conjunto Som Maior, Jovens da Verdade, Grupo Logos, Grupo Life. Divulgavam seu trabalho em várias denominações e foram exemplos para um infindável contingente de grupos menores, interdenominacionais e locais, que surgiram a partir de meados dos anos 1970. Nessa altura, o então chamado Cântico Evangélico, que podemos situar como uma segunda geração dos Corinhos, já tinha uma estrutura musical mais desenvolvida se comparada com a de seu precursor. Letra e música já não eram tão curtas, e o estilo formal muito se parecia com o próprio hino oficial, com um mínimo de dois ou três versos intercalados por um refrão. O número de instrumentos musicais foi aumentado: violão, contrabaixo, percussão e teclado, havendo grupos que inseriam instrumentos rústicos e sons experimentais tirados de baldes (contra-balde), serrote e garrafas.
O estilo musical ainda estava preso ao norte-americano, mas duas coisas aconteceram nesse período: o surgimento de músicos brasileiros que iniciaram a carreira de composição, como, por exemplo, o JV, e o início de composições estilisticamente brasileiras. No último exemplo, o Vencedores por Cristo timidamente deu início a uma proposta de composição de música brasileira. Embora teologicamente o grupo não representasse nenhuma novidade, ritmos brasileiros como o Baião, por exemplo, começavam a ser explorados. Contudo, ainda assim, a influência norte-americana era marcante. O Cântico Evangélico descrito abaixo era cantado em quase todas as denominações:
Glória p’ra sempre

Glória p'ra sempre

Ao Cordeiro de Deus,

A Jesus, o Senhor,

Ao Leão de Judá,

À raiz de Davi, que venceu,

E o livro abrirá

O céu, a terra e o mar

E tudo o que neles há

O adoraram e confessarão:

Jesus Cristo é o Senhor

Ele é o Senhor, Ele é o Senhor,

Ressurreto entre os mortos

Ele é o Senhor

Todo joelho se dobrará,

Toda língua confessará:

Que Jesus Cristo é o Senhor.

### Mensagem principal: negação do mundo e santificação
Tanto os Corinhos quanto os Cânticos Evangélicos representaram simbolicamente uma confrontação com a hinódia tradicional. Afirmamos que o confronto foi simbólico, porque os modelos musicais bem como os meios de divulgação ainda eram os norte-americanos. As instituições paraeclesiásticas disseminavam a alienação social e cultural entre os jovens evangélicos de todo o país: o que significava não se envolver com Movimento Político, Movimento Estudantil e nenhum tema mundano, político e social relativo ao período de Ditadura Militar. A juventude era estimulada a viver apenas de Santificação e Consagração a Deus. O caráter interdenominacional destas instituições permanecia em conformidade com os primeiros moldes das organizações missionárias que chegaram ao Brasil no fim do século XIX. No período de inserção e, posteriormente, já nos anos 1930, o Protestantismo de missão caracterizava-se pela negação à cultura local, pelo individualismo e pelo distanciamento das questões sociais. A partir da introdução dos Corinhos e Cânticos Evangélicos, a juventude protestante do país vivia a mesma situação.
Entretanto, houve uma ruptura interna ao campo protestante com os antigos padrões musicais da tradicional hinódia. Alderi Matos, em seu depoimento, mostrou o que foi sentido pelos agentes do campo em relação ao surgimento dos corinhos e cânticos. Ele declarou: "quando os corinhos chegaram, eles não eram os hinos cantados pelos nossos pais, pelos nossos avós, eles simbolizavam uma ruptura com o passado. Ora, a organização religiosa entra, assim, na dinâmica de negociar a nova produção com a ideologia institucional". É nesse momento que as adaptações e introduções são realizadas de modo a atender as demandas leigas e manter a força institucional. Embora não tenhamos como avaliar de que maneira isso foi realizado em todas as denominações protestantes históricas, praticamente todas utilizaram os novos recursos musicais disponíveis pelas paraeclesiásticas.

### Distinções Importantes
É importante perceber que dentro do processo de popularização da Música Cristã, no Brasil, os Corinhos tinham forte influência do movimento Pentecostal. O mesmo não ocorre com os Cânticos Evangélicos, tendo em vista que a maioria das atividades de instituições como a Palavra da Vida, Jovens da Verdade e o Vencedores por Cristo eram em Igrejas Tradicionais Históricas. Aliás, na década de 1970, os únicos produtores de Cânticos Evangélicos com grande projeção eram Asaph Borba e Adhemar de Campos, que não tinha relação direta com as entidades paraeclesiásticas citadas. Sem falar no Grupo EMME que era baseado em missões com Grupo Vocal, ou seja, dentro ainda da estética de Música Sacra. Esta ressalva é importante porque há o argumento no meio evangélico de que a popularização do Sacro é efeito do Pentecostalismo, o que é um pensamento equivocado e errado. Na verdade, esse processo é muito mais profundo e aconteceu em diversas facções da sociedade ocidental, seja no meio Religioso ou Secular. A julgar pela recente História da Arte Ocidental pode-se perceber que a Música, Artes Plásticas, Dança, Cinema, Fotografia, Pintura, dentre outras artes, estão num processo de popularização (vide o conceito de Pop Art). Sem falar que o próprio Tropicalismo, no Brasil, já dava o tom no meio Secular do processo de popularização de diversas estéticas dentro da arte.
A popularização do Sacro é um efeito de um sistema de produção e consumo de bens simbólicos dentro dos seguintes paradigmas do Século XX: o da Pós-Modernidade, o da Cultura de massa, o da Indústria Cultural, o da Cultura Pop como transformadora da História da Arte Ocidental, além da ascensão da Música Popular e da Música Pop em todas as estéticas e estilos musicais. O Pentecostalismo pode até ter a ver com a popularização do Sacro, sendo uma influência, na conjuntura do âmbito religioso cristão. Entretanto, jamais como uma determinante. Até porque o meio Sacro e Secular estão sendo ambos transformados exatamente porque estão inseridos num processo de Evolução Sociocultural baseado na estrutura vigente da Sociedade: meios de produção do Capitalismo, Globalização e consumo de bens simbólicos no contexto de Cultura de Massa.

### Nomenclatura
A designação gospel, termo guarda-chuva utilizado no Brasil para classificar todo tipo de Música Cristã Popular, ou seja, que não é Música Sacra ou Música Erudita, não era muito utilizada nos anos 1960 e anos 1970. As músicas produzidas no meio cristão de forma popular eram chamadas de Cântico Evangélico, Cântico ou de Música Evangélica.

## Trabalhos Científicos
- BARROS,  Laan M.. A canção de fé no início dos anos 1970: Harmonias e Dissonâncias.  (Dissertação, Mestrado em Comunicação). Universidade Metodista de São Paulo. 1 de dezembro de 1988 Consulta[ligação inativa], Online.[1]
- FILHO, Jorge G. Camargo. De Vento em Popa - Fé Cristã e Música Popular Brasileira.  (Dissertação, Mestrado em Ciências da Religião). Universidade Presbiteriana Mackenzie. 1 de maio de 2005 Consulta[ligação inativa], Online.[1]
- SANTOS, Érica de A.. Experiências musicais ao piano: módulos de ensino para iniciantes baseados em cânticos evangélicos.  (Dissertação, Mestrado em Música). Universidade Federal do Rio de Janeiro. 1 de dezembro de 2003 Consulta[ligação inativa], Online.[1]
- SOUZA, Natanael F.. Raízes do pentecostalismo no Brasil: a canção da mudança. (Dissertação, Mestrado em História). Universidade de São Paulo. 1 de agosto de 2008 Consulta[ligação inativa], Online.[1]
- SOUZA, Zilmar R.. A música evangélica e a indústria fonográfica no Brasil: anos 1970 e 80. (Dissertação, Mestrado em Música). Universidade Estadual de Campinas. 1 de julho de 2002 Consulta[ligação inativa], Online.[1]
- VICENTINI, Érica de C..  A produção musical evangélica no Brasil. (Tese, Doutorado em História). Universidade Federal de Juiz de Fora. 1 de fevereiro de 2008 Consulta[ligação inativa], Online.[1]
- VICENTINI, Érica de C.. Sérgio Pimenta: canção e propaganda religiosa (1968 – 1987). (Dissertação, Mestrado em História). Universidade de São Paulo. 1 de outubro de 2000 Consulta[ligação inativa], Online.[1]